# Aloma, princesse des îles
Pour plus de détails, voir Fiche technique et Distribution.
Aloma, princesse des îles (Aloma of the South Seas) est un film américain réalisé par Alfred Santell, sorti en 1941.

## Synopsis
Sur une île du Pacifique. Comme le veut la coutume, le fils du chef, Tanoa, est fiancé dès l’enfance à celle qu’il devra épouser : Aloma. Le jeune Tanoa part ensuite aux États-Unis pour y faire ses études. Il ne revient sur son île qu’à la mort de son père, pour devenir le nouveau chef et épouser Aloma. Mais, entre-temps, Revo, un ambitieux cousin de Tanoa, a courtisé la belle Aloma et a presque conquis son cœur. Alors, le volcan sacré entre en éruption et un violent séisme ravage l’île. Ce sont donc aux Dieux de choisir qui, de Tanoa ou de Revo, épousera Aloma…

## Fiche technique
- Titre : Aloma, princesse des îles
- Titre original : Aloma of the South Seas
- Réalisation : Alfred Santell
- Scénario : Frank Butler, Lillie Hayward et Seena Owen d'après une histoire de Seena Owen et une pièce de LeRoy Clemens et John B. Hymer
- Production : Monta Bell et Buddy G. DeSylva
- Société de production et de distribution : Paramount Pictures
- Musique : Daniel Kalauawa Stewart et Victor Young
- Photographie : Wilfred M. Cline, William E. Snyder et Karl Struss
- Montage : Arthur P. Schmidt
- Direction artistique : Hans Dreier et William L. Pereira
- Costumes : Edith Head
- Effets spéciaux : Gordon Jennings
- Pays de production : États-Unis
- Format : Couleur (Technicolor) - Son : Mono (Western Electric Mirrophonic Recording)
- Genre : Film d'aventure et d'action
- Durée : 77 minutes
- Dates de sortie : 
  - États-Unis : 27 août 1941 (New York)
  - France : 30 mai 1947

## Distribution
- Dorothy Lamour : Aloma
- Jon Hall : Tanoa
- Lynne Overman : Corky
- Phillip Reed : Revo
- Katherine DeMille : Kari
- Fritz Leiber : Grand prêtre
- Dona Drake : Nea
- Esther Dale : Tarusa
- Pedro de Cordoba : Raaiti
- John Barclay : Ikali
- Norma Jean Nilsson : Aloma, enfant
- Evelyn Del Rio : Nea, enfant
- Scotty Beckett : Tanoa, enfant
- William Roy : Revo, enfant
- Noble Johnson : Moukali